# Stadion Radomiaka
Das Stadion Radomiaka (auch bekannt als Stadion im. Braci Czachorów, deutsch Stadion, benannt nach den Brüdern Czachorów oder Stadion Miejski w Radomiu, deutsch Städtisches Stadion in Radom) ist ein Fußballstadion in der polnischen Stadt Radom, Woiwodschaft Masowien. Nach abgeschlossener Fertigstellung soll es 15.000 Plätze bieten. Übergangsweise trug der Fußballverein Radomiak Radom seine Heimspiele im Leichtathletikstadion Stadion MOSiR im. Marszałka Józefa Piłsudskiego mit 4066 Plätzen aus.

## Geschichte
Die neue Sportstätte wird teilweise auf dem Grund des alten Stadion im. Braci Czachorów mit 3559 Plätzen liegen, das 1925 erbaut wurde. Das Spielfeld wurde vor Baubeginn um 90° gedreht. Der Neubau wird Teil des neuen Radomskie Centrum Sportu (deutsch Radom-Sportzentrum), zu dem u. a. auch eine Mehrzweckhalle mit 5600 Plätzen zählt.
Im Oktober 2015 wurde die Ausschreibung gestartet, die das Unternehmen Rosa-Bud in Zusammenarbeit mit Maxto gewann. Das Projekt umfasste Kosten von 110 Mio. Złoty (rund 25,48 Mio. Euro). Das letzte Spiel im Stadion im. Braci Czachorów fand am 9. April 2016 statt. Rund einen Monat später folgte am 4. Mai 2016 der symbolische Spatenstich der neuen Heimat von Radomiak Radom, u. a. in Anwesenheit von Bürgermeister Radosław Witkowski. Nach den ursprünglichen Planungen sollte die Mehrzweckhalle im Juli 2018 und das Stadion zwei Monate später bezugsfertig sein. Der Bau des Fußballstadions ist in zwei Phasen geplant. Zunächst werden die beiden überdachten Längstribünen mit 8500 Sitzplätzen errichtet. In der zweiten Phase werden die Hintertortribünen die Lücken schließen. Von Beginn an war kam es im Zeitplan zu Verzögerungen. Im September 2016 wurde das Konzept vorgelegt und im April 2017 die Baugenehmigung erteilt. Am 15. Mai 2017 fand zum zweiten Mal der erste Spatenstich statt, diesmal für das Stadion selbst. Aufgrund des Verzugs wurde im Juni 2018 ein Nachtrag unterzeichnet, wonach sich die Fertigstellung der Arena auf November 2018 und des Stadions auf Februar 2019 verschiebt. Anfang 2019 forderte der Auftragnehmer eine weitere Fristverlängerung und weitere 23 Mio. Złoty.  Daraufhin zog sich das MOSiR Radom (deutsch Städtisches Sport- und Freizeitzentrum Radom) vom Vertrag zurück. Eine spätere Auswertung ergab mehrere Unregelmäßigkeiten. Im Mai 2019 startete eine neue Ausschreibung zur Fertigstellung der Bauten. Bis zum Ablauf der ersten Frist meldete sich kein Interessent. Die zweite Ausschreibung gewann das Konsortium Erekta Budownictwo/Interiors Karolina Pawlak. Vor der Vertragsunterschrift im November 2019 zog sich das Konsortium zurück. Der Vertrag im Wert von 82 Mio. Złoty ging an den zweitplatzierten Bieter Betonox. Der Vertrag wurde am 16. Januar 2020 unterzeichnet. Für die Bauten hatte Betonox ein Jahr Zeit zur Fertigstellung. Im Mai 2020 stellte sich heraus, dass die Nordtribüne ohne entsprechende Fundamente errichtet wurde. Es wurde daraufhin ein Teilabriss beschlossen. Nach dem Abriss wurde eine neue Stützmauer errichtet sowie die Fundamente gepfählt und verstärkt. Die Mehrarbeiten führte zu einem erheblichen Kostenanstieg und einer Verlängerung des Fertigstellungstermins. Im Sommer 2021 stellte man fest, dass auch bei der Südtribüne ähnliche Maßnahmen, wie bei dem Nordrang, durchgeführt werden müssen. Die Mehrzweckhalle wurde im Dezember 2021 eröffnet.
Die Eröffnung des Stadions fand am 5. August 2023 statt. Am 3. Spieltag der Ekstraklasa 2023/24 unterlag Radomiak Radom dem KS Cracovia vor 8279 Zuschauern mit 0:1.
Im April 2024 kündigte Radomiak Radom die Fortführung des Stadionbaus an. Ab Mai des Jahres wurden die beiden offenen Seiten hinter den Toren im Osten und Westen baulich geschlossen. Die Arbeiten führte auch hier Betonox aus, nachdem sie ein Angebot über 39,59 Mio. Złoty (rund 9,17 Mio. Euro) abgegeben hatten. Auf den neuen Rängen wurden über 5600 neue Sitzplätze eingebaut, womit sich das Platzangebot auf die geplanten 15.000 erhöhte. Die Arbeiten wurden Anfang 2025 abgeschlossen. Als weiteres Element des Stadions steht der Bau der Fassade an. Die Ausschreibung sollte noch 2024 stattfinden.